# Gregory Peck

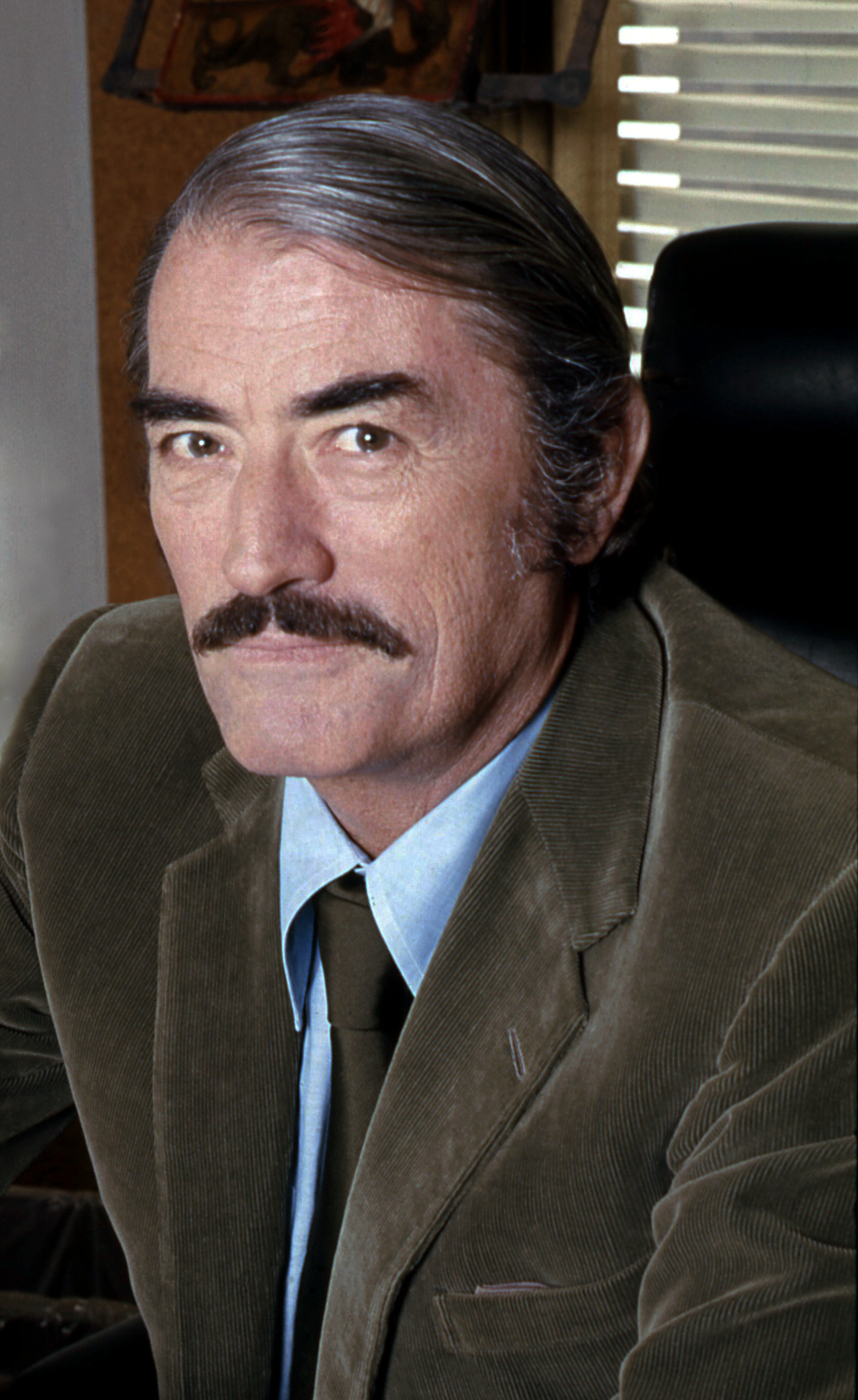
Gregory Peck, 1973

Eldred Gregory Peck (* 5. April 1916 in La Jolla, Kalifornien; † 12. Juni 2003 in Los Angeles, Kalifornien) war ein US-amerikanischer Schauspieler. Mit der Verkörperung von zumeist aufrechten, integren und sympathischen Figuren war er einer der bekanntesten Hollywoodstars seiner Zeit. Das American Film Institute wählte ihn 1999 auf Platz 12 der 25 größten männlichen Filmlegenden. Auf der 2003 entstandenen Liste der 50 bedeutendsten Figuren des US-amerikanischen Films nahm seine Rolle des Atticus Finch in Wer die Nachtigall stört den ersten Platz ein. Für die darstellerische Leistung in diesem Film erhielt Peck im Jahr 1963 den Oscar als bester Hauptdarsteller.

## Leben und Werk

### Kindheit und Ausbildung (1916–1943)

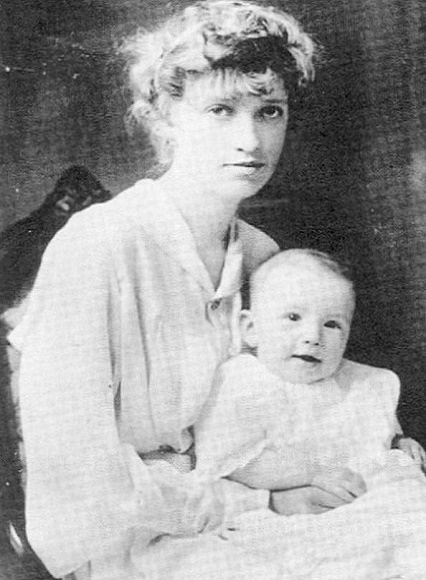
Peck als Kleinkind mit seiner Mutter Bernice Mary „Bunny“ Ayres

Gregory Peck wurde 1916 im kalifornischen La Jolla als Sohn von Bernice Mae „Bunny“ (geb. Ayres; 1894–1992) und Gregory Pearl Peck (1886–1962), einem in Rochester, New York, geborenen Chemiker und Pharmazeuten, geboren. Den Vornamen „Eldred“, den er zeitlebens hasste, gab ihm seine Großmutter, um Verwechslungen mit seinem Vater (dessen Rufname ebenfalls Gregory war) vorzubeugen. Pecks Eltern ließen sich scheiden, als er drei Jahre alt war; er wuchs dann bei seiner Großmutter mütterlicherseits auf. Im Alter von zehn Jahren schickte man ihn auf eine römisch-katholische Militärschule in Los Angeles.
Nach dem Abschluss studierte er ein Jahr lang an der San Diego State University und arbeitete anschließend für kurze Zeit als Lastwagenfahrer für ein Ölunternehmen. 1936 schrieb er sich zum Vorbereitungskurs für ein Medizinstudium an der University of California, Berkeley, ein. Er wechselte schließlich zum Englischstudium und wurde Mitglied der Universitätsrudermannschaft. Kaum von dem kleinen Theater der Universität angeworben, nahm er in seinem Abschlussjahr bereits an fünf Aufführungen teil.
Nach seinem Studium legte Peck 1939 den Namen „Eldred“ ab und ging nach New York, um am Neighborhood Playhouse Schauspiel zu lernen. Oft hatte er kein Geld und übernachtete sogar im Central Park. 1939 jobbte er auf der Weltausstellung sowie als Führer für die NBC. Peck gab 1942 sein Broadwaydebüt in Emlyn Williams’ Morning Star und dies gleich als Hauptdarsteller. Bereits 1943 spielte er, unter der Regie von Max Reinhardt, in Irwin Shaws Stück Sons and Soldiers seine letzte Theaterrolle. Er war von Talentsuchern aus Hollywood entdeckt worden und hatte lukrative Filmangebote erhalten.

### Hollywoodkarriere (1944–1979)
Da viele bekannte Filmschauspieler, darunter Clark Gable, David Niven und James Stewart, im Zweiten Weltkrieg in der Armee dienten, suchte Hollywood während dieser Zeit dringend nach neuen Darstellern. So erhielten Schauspieler wie Robert Mitchum, William Holden oder auch Gregory Peck die Chance, eine erfolgreiche Filmkarriere zu begründen. Peck war wegen einer Rückenverletzung, die er sich auf dem College zugezogen hatte, vom Militärdienst freigestellt worden und stand daher sofort für wichtige Rollen zur Verfügung. Schlank, dunkelhaarig und mit einer Körpergröße von 1,90 Metern galt er als einer der attraktivsten jungen Filmschauspieler. Für viele Zuschauer verkörperte er auch später noch das Idealbild männlicher Schönheit.

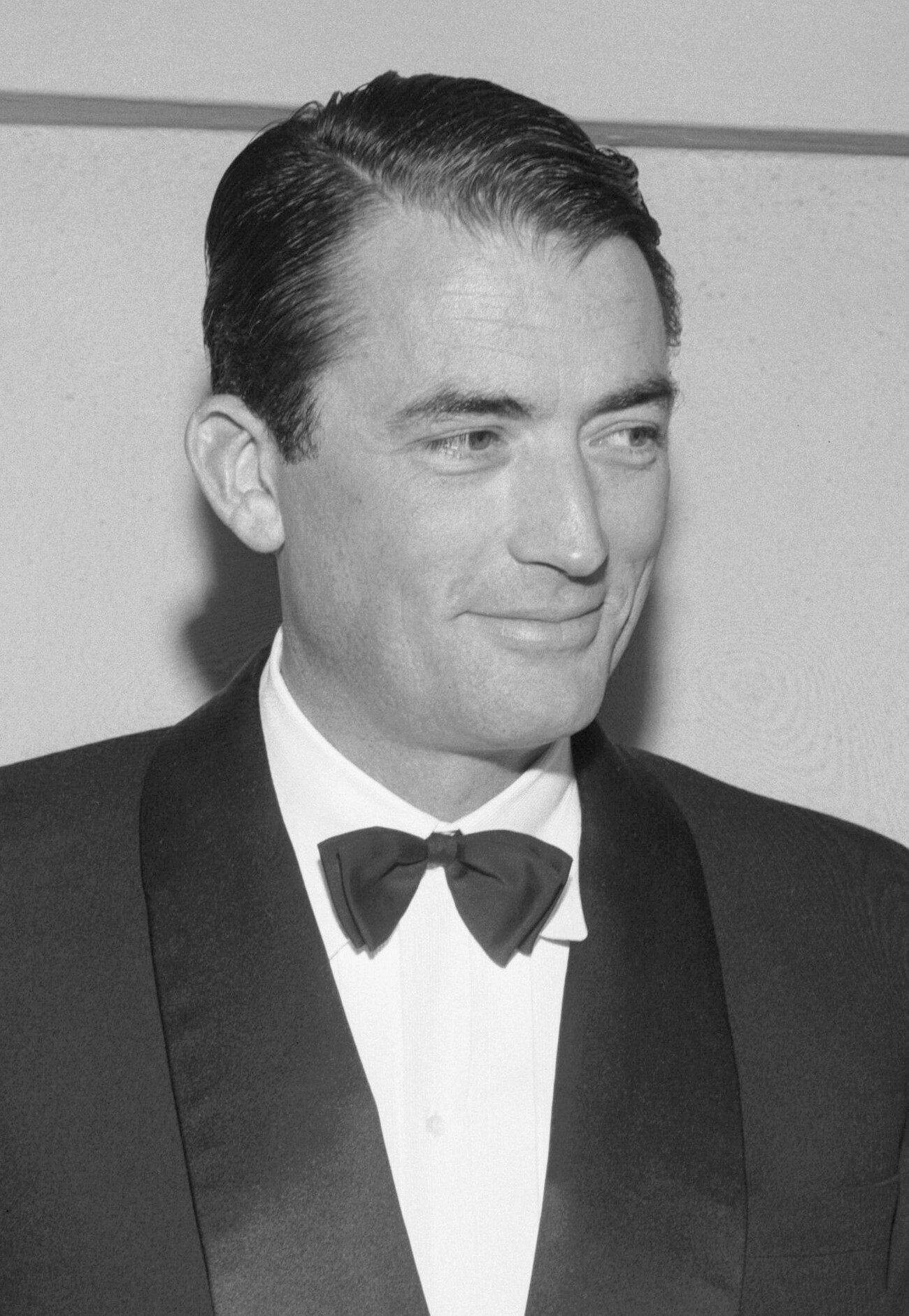
Peck bei der 13. Verleihung der Golden Globe Awards (1956)

Mit nur wenigen Filmen etablierte sich Peck Mitte der 1940er Jahre als neuer Star. Der Schauspieler konnte sich schnell als vielseitiger Charakterdarsteller profilieren und wurde kontinuierlich von Hollywoods führenden Regisseuren eingesetzt. Zwischen 1946 und 1963 war Gregory Peck fünfmal für den Oscar als bester Hauptdarsteller nominiert.
Sein erster Film war Days of Glory, der 1944 in die Kinos kam. Alfred Hitchcock setzte ihn daraufhin in den Thrillern Ich kämpfe um dich (1945) und Der Fall Paradin (1947) ein, in denen er einen traumatisierten Psychiater und einen britischen Anwalt darstellte. Auch später war Peck in erfolgreichen Filmen dieses Genres zu sehen, etwa in Ein Köder für die Bestie (1962), in dem er als unbescholtener Familienvater von einem psychopathischen Kriminellen (Robert Mitchum) herausgefordert wird, und in Edward Dmytryks Die 27. Etage (1965), in dem er einen Mann mit Gedächtnisverlust verkörperte.
Bereits 1946 hatte Peck seine erste Westernrolle angenommen, als er unter der Regie von King Vidor in dem aufwendigen Farbfilm Duell in der Sonne den Part des schurkischen Lewt McCanles spielte. Später stellte er nur noch selten negativ besetzte Charaktere dar. In der Rolle des Helden zählte er wiederum zu den beliebtesten Westerndarstellern und war in Filmen wie Der Scharfschütze (1950), Weites Land (1958), Das war der Wilde Westen (1962), Mackenna’s Gold (1969) oder Begrabt die Wölfe in der Schlucht (1973) zu sehen. Auch für die Hauptrolle in dem Westernklassiker Zwölf Uhr mittags war er im Gespräch, die dann von Gary Cooper gespielt wurde.
Peck war ferner ein gefragter Hauptdarsteller in Abenteuerfilmen wie Die Wildnis ruft (1946), Des Königs Admiral (1951) oder Sturmfahrt nach Alaska (1952). Zu seiner wohl bekanntesten Rolle in diesem Genre geriet die des fanatischen Waljägers Kapitän Ahab in John Hustons Moby Dick (1956). Auch in Komödien wie Sein größter Bluff (1953) oder Warum hab’ ich ja gesagt? (1957) war Peck zu sehen. Besonders populär wurde der Liebesfilm Ein Herz und eine Krone (1953), in dem sich Peck in der Rolle eines abgebrühten Journalisten in eine junge Prinzessin, gespielt von Audrey Hepburn, verliebt. Der Film, entstanden unter der Regie von William Wyler, entwickelte sich zu einem Klassiker der Filmgeschichte und machte die bis dahin unbekannte Audrey Hepburn zum Star.
Über die Jahre trat Peck regelmäßig auch in Kriegsfilmen in Erscheinung, etwa in Der Kommandeur (1949) oder Flammen über Fernost (1954). In diesem Genre war der 1960 gedrehte Film Die Kanonen von Navarone (Regie: J. Lee Thompson) für ihn an der Seite von Anthony Quinn und David Niven ein großer Erfolg. Das aufwändige Kriegsabenteuer schildert den Ablauf eines alliierten Kommandounternehmens im Zweiten Weltkrieg und wurde zu einem der größten Kinohits der frühen 1960er Jahre.
Peck trat zudem immer wieder in Filmen auf, die sich mit sozialen oder politischen Problemen auseinandersetzten. 1947 war er in Tabu der Gerechten zu sehen, einem von Elia Kazan inszenierten Filmdrama, in dem der latente Antisemitismus der amerikanischen Gesellschaft thematisiert wurde. In Das letzte Ufer war er 1959 mit Ava Gardner und Fred Astaire unter der Regie von Stanley Kramer als Kapitän eines U-Bootes zu sehen, das nach einem globalen Atomkrieg das noch unverseuchte Australien ansteuert.

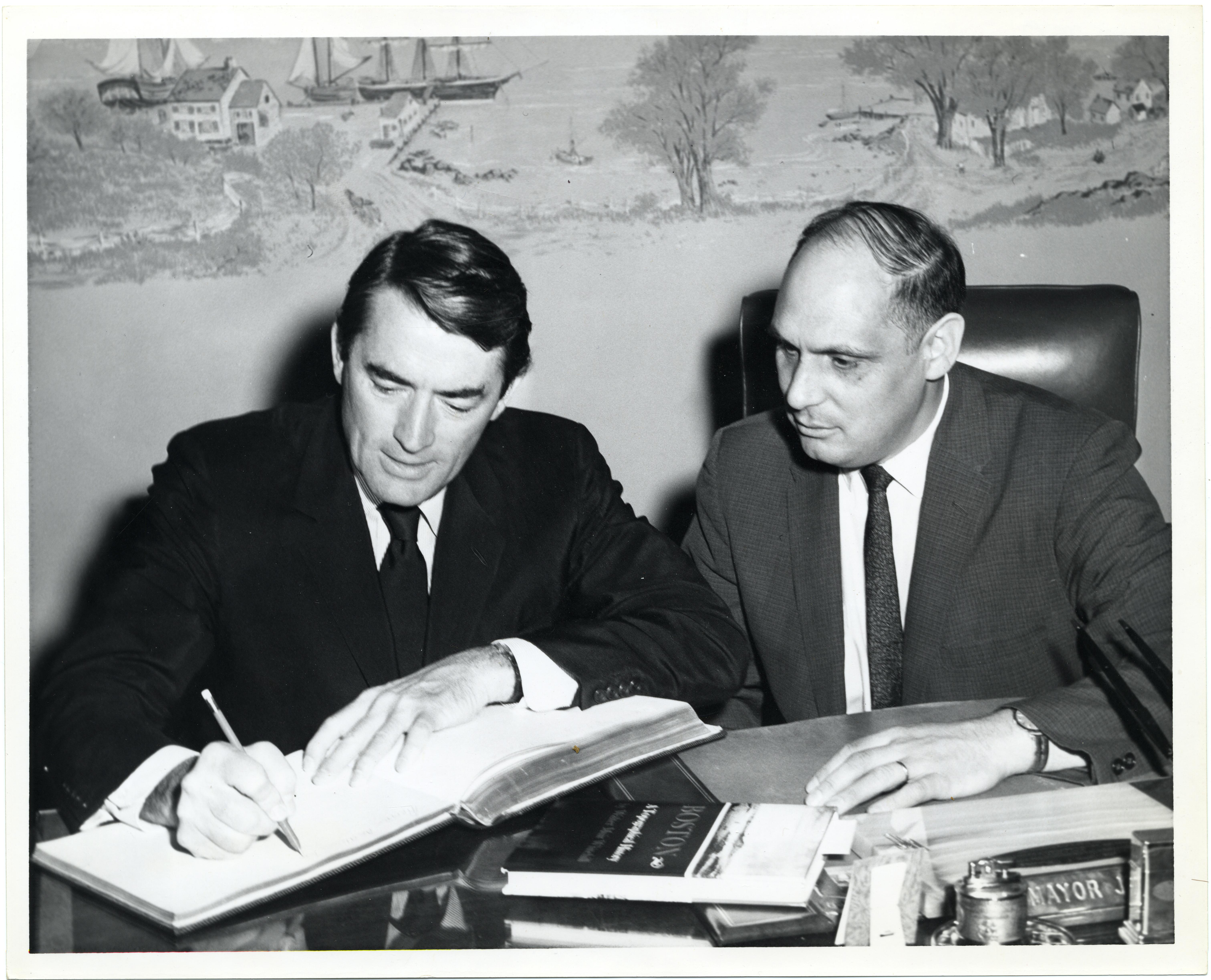
Peck in den 1960er Jahren

Im Jahr 1962 erreichte Gregory Peck mit dem Filmdrama Wer die Nachtigall stört (Regie: Robert Mulligan) einen Karrierehöhepunkt. Er spielte den Anwalt Atticus Finch, der im rassistischen Alabama der 1930er Jahre einen jungen schwarzen Farmarbeiter verteidigt, der unschuldig der Vergewaltigung angeklagt wird. Nach dem gleichnamigen Bestseller von Harper Lee entstanden, wurde der Film zu einem durchschlagenden Erfolg bei Filmkritikern und Publikum und gilt als einer der bedeutendsten amerikanischen Filmklassiker der 1960er Jahre. Gregory Peck erhielt für seine Darstellung des engagierten Anwalts den Oscar als bester Hauptdarsteller. Dies war die fünfte und letzte Oscar-Nominierung für den Schauspieler.

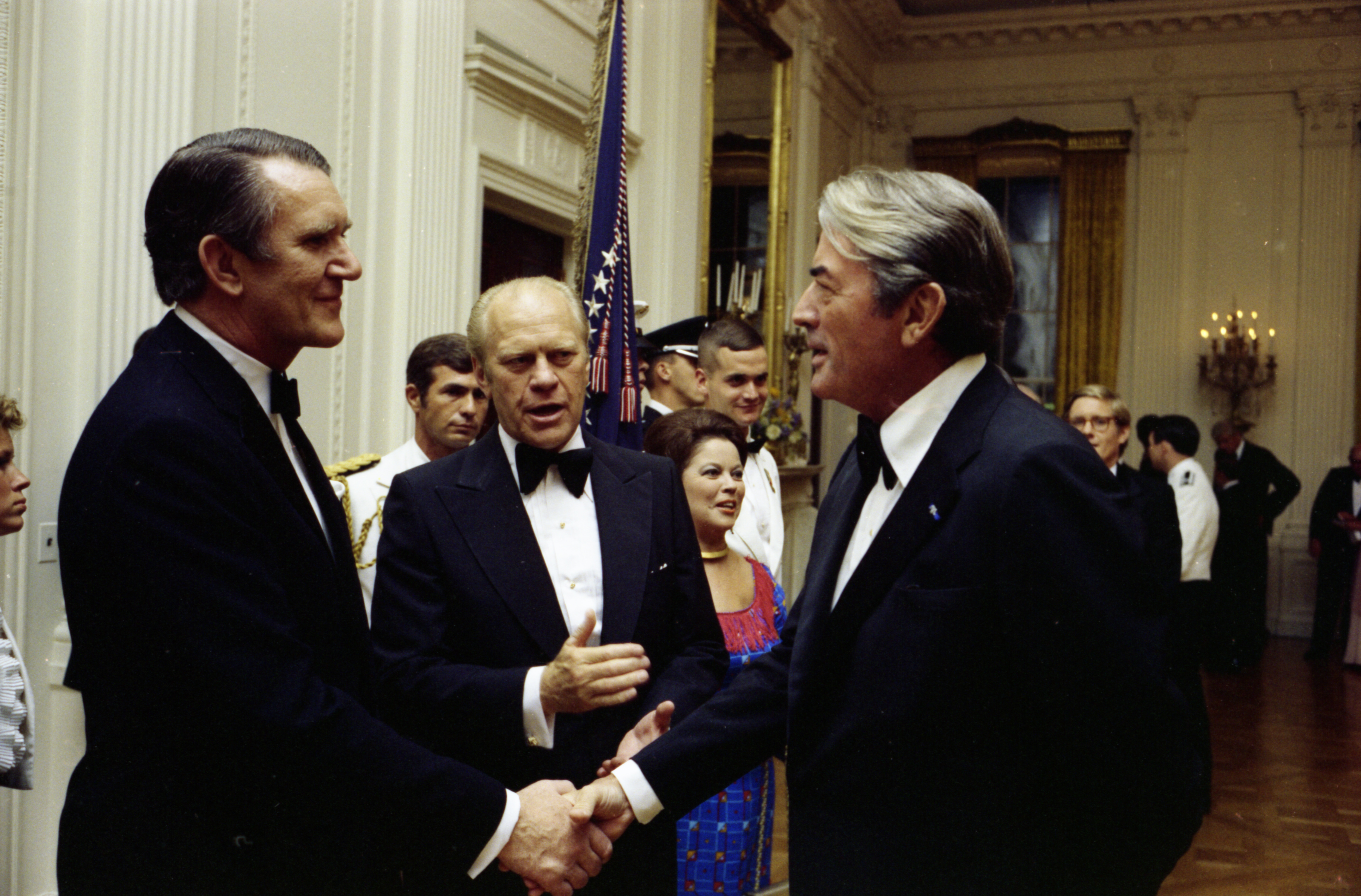
Peck 1976 mit dem australischen Premier Malcolm Fraser (links) und Präsident Gerald Ford (Mitte) im Weißen Haus

Als Privatmann war Peck für seine liberalen Ansichten bekannt; in den 1960er Jahren engagierte er sich zunehmend auch politisch. Er setzte sich an der Seite Martin Luther Kings für die Rechte der Schwarzen in den Vereinigten Staaten ein und kritisierte öffentlich den Vietnamkrieg. 1970 lehnte er jedoch ein Angebot der Demokraten ab, sich als Gegenkandidat zu Ronald Reagan für die Wahl zum Gouverneur von Kalifornien aufstellen zu lassen. 1980 engagierte er sich unentgeltlich mit öffentlichen Auftritten für die wirtschaftlich schwer angeschlagene Chrysler Corporation, um den Verlust tausender Arbeitsplätze zu verhindern.
Weitere Filmerfolge konnte Gregory Peck mit der Thrillerkomödie Arabeske (1966) an der Seite von Sophia Loren und dem Science-Fiction-Drama Verschollen im Weltraum (1969) verbuchen, in dem er als Chef der Weltraumbehörde NASA zum Einsatz kam. 1976 sorgte er für Aufsehen, als er unter der Regie von Richard Donner in dem Horrorfilm Das Omen zu sehen war, der zu einem großen Kinoerfolg wurde. Bis dahin war kein hochrangiger Hollywoodstar in einem Film dieses Genres aufgetreten.
Im Jahr 1977 spielte Peck die Titelrolle in der Filmbiografie MacArthur – Held des Pazifik, 1978 trat er in The Boys from Brazil in der ungewohnten Rolle des NS-Verbrechers Dr. Josef Mengele in Erscheinung. In dem 1980 veröffentlichten Kriegsfilm Die Seewölfe kommen hatte Peck neben Roger Moore und David Niven eine seiner letzten Hauptrollen.

### Letzte Rollen und Rückzug ins Private (1980–2003)

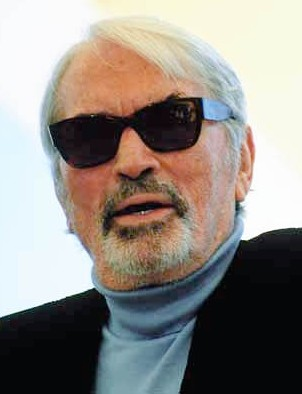
Peck 2000 bei den Filmfestspielen von Cannes

In den frühen 1980er Jahren zog sich Peck weitgehend aus dem aktiven Filmgeschäft zurück und war bis zu seinem Tod nur noch in vier Kinofilmen und vier Fernsehproduktionen zu sehen. In Das Geld anderer Leute agierte er 1991 als integrer Unternehmer „vom alten Schlag“, der sich gegen einen skrupellosen Firmenaufkäufer (Danny DeVito) zur Wehr setzt. In Kap der Angst, Martin Scorseses Remake von Ein Köder für die Bestie (1962), war er 1991 in einer Gastrolle als Strafverteidiger zu sehen, der den psychopathischen Max Cady (Robert De Niro) verteidigt.
Seinen letzten Auftritt absolvierte der 82-jährige Gregory Peck 1998 in dem aufwendigen Fernsehzweiteiler Moby Dick, in dem Patrick Stewart in Pecks einstige Paraderolle des Kapitän Ahab schlüpfte. Peck selbst verkörperte in einem Cameo zu Anfang des Films den Prediger Mapple, den 1956 Orson Welles gespielt hatte. 1989 bekam Peck vom American Film Institute für sein Lebenswerk den Lifetime Achievement Award verliehen.
Gregory Peck verbrachte seine letzten Jahre zurückgezogen und starb am 12. Juni 2003 im Alter von 87 Jahren in seinem Haus in Los Angeles an den Folgen einer Lungenentzündung. Seine letzte Ruhestätte fand Peck in der Cathedral of Our Lady of the Angels in Los Angeles.

### Privatleben
Gregory Peck war ab 1942 in erster Ehe mit Greta Kukkonen (1911–2008) verheiratet und hatte mit ihr drei Kinder. Diese Ehe wurde 1955 geschieden. Ab 1955 war er in zweiter Ehe mit Veronique Passani (1932–2012) verheiratet. Er hatte die französische Journalistin bei einem Interview kennengelernt und sie einen Tag nach der Scheidung von seiner ersten Frau geheiratet. Aus dieser Ehe, die bis zu Pecks Tod bestehen blieb, gingen zwei Kinder hervor. Jonathan Peck, sein Sohn aus erster Ehe, starb 1975 durch Suizid. Peck bezeichnete dies als die größte Tragödie seines Lebens. Cecilia Peck, seine Tochter aus zweiter Ehe, und sein Enkel Ethan Peck sind ebenfalls Schauspieler.

## Deutsche Synchronstimmen
Die Synchronisation von Peck übernahmen diverse bekannte deutsche Synchronsprecher; mehrere Male waren es Wolfgang Lukschy, Holger Hagen, Heinz Engelmann und Martin Hirthe. Bisweilen wurde Peck auch von Paul Klinger, Curt Ackermann und Wolf Ackva gesprochen.

## Filmografie
- 1944: Days of Glory
- 1944: Schlüssel zum Himmelreich (The Keys of the Kingdom)
- 1945: Die Entscheidung (The Valley of Decision)
- 1945: Ich kämpfe um dich (Spellbound)
- 1946: Die Wildnis ruft (The Yearling)
- 1946: Duell in der Sonne (Duel in the Sun)
- 1947: Die Affäre Macomber (The Macomber Affair)
- 1947: Tabu der Gerechten (Gentleman’s Agreement)
- 1947: Der Fall Paradin (The Paradine Case)
- 1948: Herrin der toten Stadt (Yellow Sky)
- 1949: Der Spieler (The Great Sinner)
- 1949: Der Kommandeur (Twelve O’Clock High)
- 1950: Der Scharfschütze (The Gunfighter)
- 1951: Des Königs Admiral (Captain Horatio Hornblower)
- 1951: Bis zum letzten Atemzug (Only The Valiant)
- 1951: David und Bathseba (David and Bathsheba)
- 1952: Sturmfahrt nach Alaska (The World in His Arms)
- 1952: Schnee am Kilimandscharo (The Snows of Kilimanjaro)
- 1953: Ein Herz und eine Krone (Roman Holiday)
- 1953: Sein größter Bluff (The Million Pound Note)
- 1954: Das unsichtbare Netz (Night People)
- 1954: Flammen über Fernost (The Purple Plain)
- 1956: Der Mann im grauen Flanell (The Man in the Grey Flanell Suit)
- 1956: Moby Dick
- 1957: Warum hab’ ich ja gesagt? (Designing Woman)
- 1958: Weites Land (The Big Country)
- 1958: Bravados (Bravados)
- 1958: The Hidden World (Dokumentarfilm, Erzähler)
- 1959: Die Krone des Lebens (Beloved Infidel)
- 1959: Das letzte Ufer (On the Beach)
- 1959: Mit Blut geschrieben (Pork Chop Hill)
- 1961: Die Kanonen von Navarone (The Guns of Navarone)
- 1962: Ein Köder für die Bestie (Cape Fear)
- 1962: Das war der Wilde Westen (How the West Was Won)
- 1962: Wer die Nachtigall stört (To Kill a Mockingbird)
- 1963: Captain Newman (Captain Newman, M. D.)
- 1963: Deine Zeit ist um (Behold a Pale Horse)
- 1965: Die 27. Etage (Mirage)
- 1966: Arabeske (Arabesque)
- 1968: Der große Schweiger (The Stalking Moon)
- 1969: Mackenna’s Gold (Mackenna's Gold)
- 1969: Der gefährlichste Mann der Welt (The Most Dangerous Man in the World / The Chairman)
- 1969: Verschollen im Weltraum (Marooned)
- 1970: Der Sheriff (I Walk the Line)
- 1971: Abrechnung in Gun Hill (Shootout)
- 1974: Begrabt die Wölfe in der Schlucht (Billy Two Hats)
- 1976: Das Omen (The Omen)
- 1977: MacArthur – Held des Pazifik (MacArthur)
- 1978: The Boys from Brazil
- 1980: Die Seewölfe kommen (The Sea Wolves: The Last Charge of the Calcutta Light Horse)
- 1982: Die Blauen und die Grauen (The Blue and the Gray) (TV-Dreiteiler)
- 1983: Im Wendekreis des Kreuzes (The Scarlet and the Black) (TV-Film)
- 1987: Schweigende Stimmen (Amazing Grace and Chuck)
- 1989: Old Gringo (Old Gringo)
- 1991: Kap der Angst (Cape Fear)
- 1991: Das Geld anderer Leute (Other People’s Money)
- 1993: The Portrait (TV-Film)
- 1998: Moby Dick (TV-Zweiteiler)

## Auszeichnungen (Auswahl)
Oscar

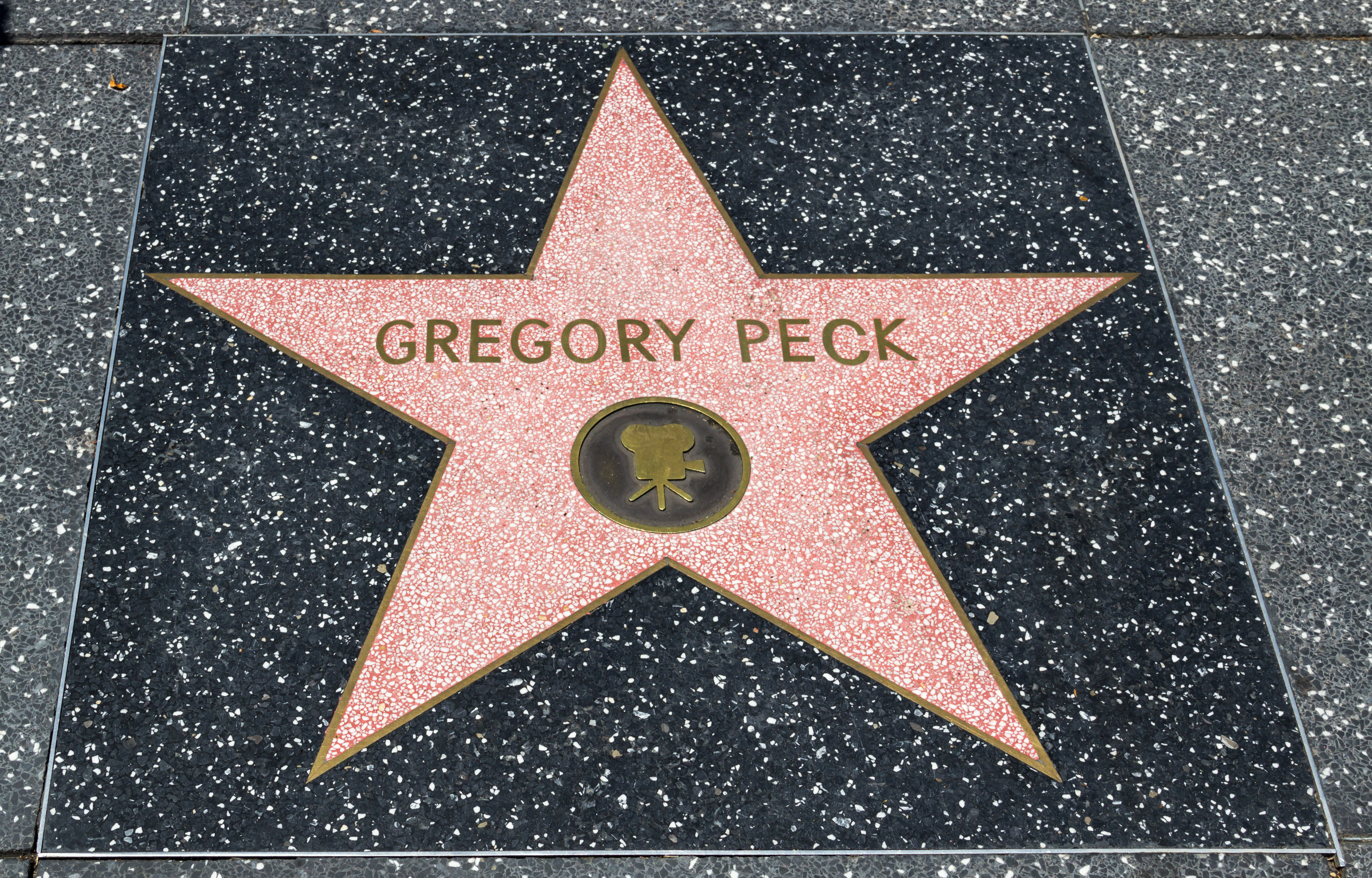
Gregory Pecks Stern auf dem Hollywood Walk of Fame

- 1946: Nominierung in der Kategorie Bester Hauptdarsteller für Schlüssel zum Himmelreich
- 1947: Nominierung in der Kategorie Bester Hauptdarsteller für Die Wildnis ruft
- 1948: Nominierung in der Kategorie Bester Hauptdarsteller für Tabu der Gerechten
- 1950: Nominierung in der Kategorie Bester Hauptdarsteller für Der Kommandeur
- 1963: Bester Hauptdarsteller für Wer die Nachtigall stört
- 1968: Jean Hersholt Humanitarian Award

Golden Globe
- 1947: Bester Hauptdarsteller – Drama für Die Wildnis ruft
- 1951: Beliebtester internationaler Darsteller
- 1955: Beliebtester internationaler Darsteller
- 1963: Bester Hauptdarsteller – Drama für Wer die Nachtigall stört
- 1964: Nominierung in der Kategorie Bester Hauptdarsteller – Drama für Captain Newman
- 1969: Cecil B. deMille Award für sein Lebenswerk
- 1978: Nominierung in der Kategorie Bester Hauptdarsteller – Drama für MacArthur – Held des Pazifik
- 1979: Nominierung in der Kategorie Bester Hauptdarsteller – Drama für The Boys from Brazil
- 1999: Bester Nebendarsteller – Serie, Mini-Serie oder TV-Film für Moby Dick

Weitere
- 1950: New York Film Critics Circle Award in der Kategorie Bester Hauptdarsteller für Der Kommandeur
- 1953: Bambi in der Kategorie Bester Schauspieler – international für David und Bathseba
- 1954: Nominierung für den British Academy Film Award in der Kategorie Bester ausländischer Darsteller für Ein Herz und eine Krone
- 1960: Stern auf dem Hollywood Walk of Fame (6100 Hollywood Blvd.)
- 1963: David di Donatello in der Kategorie Bester ausländischer Darsteller für Wer die Nachtigall stört
- 1964: Nominierung für den British Academy Film Award in der Kategorie Bester ausländischer Darsteller für Wer die Nachtigall stört
- 1971: Screen Actors Guild Life Achievement Award
- 1983: National Board of Review Award für sein Lebenswerk
- 1986: Preis des Internationalen Filmfestivals von San Sebastián für sein Lebenswerk
- 1989: Spezialpreis der Internationalen Filmfestspiele von Cannes für sein Lebenswerk
- 1989: AFI Life Achievement Award des American Film Institute
- 1993: Goldener Ehrenbär der Internationalen Filmfestspiele Berlin für sein Lebenswerk
- 1995: César-Ehrenpreis für sein Lebenswerk
- 1996: Spezialpreis des Internationalen Filmfestivals Karlovy Vary für seinen Beitrag zum Weltkino
- 1998: Nominierung für den Emmy Award in der Kategorie Bester Nebendarsteller in einem Fernsehmehrteiler für Moby Dick
- 1998: Ehrenpreis des Deutschen Filmpreises für sein Lebenswerk
- 1999: Goldener Rathausmann der Stadt Wien
- 2003: David di Donatello für sein Lebenswerk

## Dokumentation
- Gregory Peck – Filmstar und Gentleman. Regie: Grégory Maitre, ARTE F, Frankreich, 53 Minuten, 2022